# About You (Trey Songz)
About You è un brano musicale del cantante statunitense Trey Songz pubblicato il 18 maggio del 2015 come secondo singolo della ristampa dell'album Trigga.

## Classifiche
| Classifica (2015) | Posizione massima |
| ----------------- | ----------------- |
| Stati Uniti       | 83                |
| Stati Uniti (R&B) | 32                |